# Dislessia
La dislessia fa parte dei disturbi specifici dell'apprendimento o DSA (manuale DSM-5) ed è una condizione caratterizzata da problemi con la lettura, e la diagnosi che si formula è indipendente dall'intelligenza della persona. Diverse persone ne sono colpite in misura diversa; i problemi possono includere difficoltà nella pronuncia delle parole (disfasia), nella lettura veloce, nella scrittura a mano (disgrafia), nella pronuncia delle parole durante la lettura ad alta voce e nella comprensione di ciò che si legge. Spesso queste difficoltà vengono notate inizialmente a scuola. In caso di compromissione totale delle capacità di lettura si parla di alessìa. Le difficoltà sono involontarie e le persone con questo disturbo hanno un normale desiderio di apprendimento.
Si ritiene che la dislessia sia causata dal coinvolgimento di fattori genetici e ambientali. In alcuni casi si manifesta in più membri della stessa famiglia come, ad esempio, a un padre e a uno o più dei propri figli. Spesso si verifica nelle persone con disturbo da deficit di attenzione/iperattività (ADHD) e quando è associata a difficoltà nel fare i calcoli si parla di discalculia, un altro disturbo specifico dell'apprendimento. Può anche esordire in età adulta come risultato di lesioni cerebrali traumatiche, ictus o demenza. I meccanismi alla base della condizione sono da ricercarsi in problemi nei processi linguistici del cervello. La dislessia viene diagnosticata attraverso una serie di test di memoria, di ortografia, di visione e di capacità di lettura. Non si parla di dislessia quando la difficoltà di lettura è dovuta a un insegnamento insufficiente o a problemi di udito o di vista.
Il trattamento prevede l'utilizzo di adeguati metodi di insegnamento al fine di soddisfare le esigenze della persona. Anche se non si riesce a curare il problema alla base, è possibile diminuire il grado di sintomi. La dislessia rappresenta il disturbo di apprendimento più comune e colpisce il 3-7% della popolazione, anche se fino al 20% possono presentare sintomi di un certo grado. Sebbene la dislessia sia più frequentemente diagnosticata negli uomini, è stato suggerito che essa colpisca in realtà entrambi i sessi allo stesso modo. La dislessia si presenta in tutte le aree del mondo. Alcuni ritengono che la condizione dovrebbe essere considerata come un modo diverso di apprendimento, con vantaggi e svantaggi.

## Classificazione
Si ritiene che la dislessia possa avere due tipi di cause, una relativa alla elaborazione del linguaggio e un'altra riguardante l'elaborazione visiva; inoltre è considerato un disturbo cognitivo e non è un problema intellettivo, tuttavia spesso sorgono problemi emotivi a causa sua. Alcune definizioni pubblicate sono puramente descrittive, mentre altre propongono delle cause. Queste ultime solitamente coprono una vasta gamma di capacità di lettura e di deficit e le difficoltà con cause distinte, piuttosto che una singola condizione. Il National Institute of Neurological Disorders and Stroke statunitense descrive la dislessia come "difficoltà con l'ortografia, l'elaborazione fonologica (la manipolazione dei suoni) o la rapida risposta visivo-verbale". La British Dyslexia Association descrive la dislessia come "una difficoltà di apprendimento che colpisce principalmente le competenze coinvolte nella lettura accurata e fluente e nell'ortografia" ed è caratterizzata da "difficoltà di consapevolezza fonologica, memoria verbale e velocità di elaborazione verbale ".
La dislessia, o l'alexia acquisita, possono essere causate da danni cerebrali dovuti a ictus o atrofia.

### Definizione
Vi sono alcune variabilità nella definizione della dislessia. Alcune fonti, come ad esempio lo statunitense National Institutes of Health, la definiscono espressamente come un disturbo dell'apprendimento. Altre fonti, tuttavia, la definiscono semplicemente come l'incapacità di leggere nel contesto di una intelligenza normale e distinguono tra dislessia evolutiva (un disordine dell'apprendimento) e la dislessia acquisita (perdita della capacità di leggere causata da danni al cervello). L'ICD-10, il manuale della diagnosi medica usata in gran parte del mondo, comprende diagnosi separate per la "dislessia evolutiva" (81,0) e per la "dislessia e alexia" (48,0). DSM 5, il manuale della diagnosi psichiatrica utilizzato negli Stati Uniti, non definisce specificamente la dislessia, giustificando questa affermando che "le molte definizioni di dislessia e discalculia rendono la definizione di questi termini non utile come nomi di un preciso disturbo o nei criteri diagnostici". Invece esso annovera la dislessia in una categoria chiamata disturbi specifici di apprendimento. Un'autorevole definizione è proposta dall'International Dyslexia Association.
Questa definizione sottolinea come la dislessia non sia una malattia ma una neurodivergenza, come definito dall'Associazione Italiana Dislessia.

## Storia
Il concetto di "cecità della parola" (in lingua tedesca: Wortblindheit) fu espresso per la prima volta dal fisiatra tedesco Adolf Kussmaul nel 1877. La dislessia come condizione patologica fu identificata per la prima volta alcuni anni dopo dal medico tedesco Oswald Berkhan nel 1881, anche se il termine è stato coniato sei anni più tardi da un altro medico tedesco, Rudolf Berlin, un oculista di Stoccarda. Egli utilizzò "dislessia" per riferirsi al caso di un ragazzo che aveva una grave difficoltà nell'imparare a leggere e scrivere, pur mostrando un'intelligenza e capacità fisiche normali in tutti gli altri aspetti della vita quotidiana. Nel 1896, W. Pringle Morgan, un medico britannico di Seaford, East Sussex, pubblicò una descrizione di un disturbo di apprendimento specifico per la lettura, in una relazione al British Medical Journal dal titolo Congenital Word Blindness. Venne descritta la distinzione tra i tipi di dislessia fonologica e di superficie senza formulare alcuna ipotesi eziologica per quanto riguarda i meccanismi cerebrali sottostanti.

## Epidemiologia
Non è nota la percentuale di persone affetta da dislessia, ma è stata stimata essere dal 5% al 17% della popolazione. Nonostante venga diagnosticata più frequentemente nei maschi, molti ritengono che colpisca entrambi i sessi allo stesso modo.
Al mondo esistono diverse definizioni di dislessia, ma nonostante le differenze significative nei sistemi di scrittura, la dislessia si verifica in diverse popolazioni. La condizione non è limitata alla difficoltà nel convertire le lettere nei suoni e i dislessici cinesi possono avere maggiori difficoltà nel convertire i caratteri cinesi nei loro significati.
L'ipotesi dell'elaborazione fonologica tenta di spiegare perché la dislessia si verifichi in un'ampia varietà di lingue. Inoltre, la relazione tra la capacità fonologica e la lettura sembra essere influenzata dall'ortografia.

## Manifestazione della dislessia
La dislessia si può presentare in modalità molto diverse da soggetto a soggetto. Di seguito vengono presentate le caratteristiche più comuni relative alla decodifica della singola parola o del testo scritto. Queste possono non essere tutte presenti contemporaneamente.
- "Scarsa discriminazione di grafemi diversamente orientati nello spazio"
Il soggetto mostra chiare difficoltà nel discriminare grafemi uguali o simili, ma diversamente orientati. Egli, ad esempio, confonde la "p", la "b", la "d" e la "q"; la "u" e la "n"; la "a" e la "e"... Nello stampato minuscolo (con cui è scritta questa pagina e tutti i testi dei libri scolastici) sono molte le coppie di grafemi che differiscono rispetto al loro orientamento nello spazio, per cui le incertezze e le difficoltà di discriminazione possono rappresentare un impedimento alla lettura.
- "Scarsa discriminazione di grafemi che differiscono per piccoli particolari"
Il soggetto mostra difficoltà nel discriminare grafemi che presentano somiglianze. Egli, ad esempio, può confondere la "m" con la "n"; la "c" con la "e"; la "f" con la "t"; la "e" con la "a"... questo succede specialmente se si tratta di una scrittura in corsivo o in script.
- "Scarsa discriminazione di grafemi che corrispondono a fonemi sordi e fonemi sonori"
Il soggetto mostra difficoltà nel discriminare grafemi relativi a fonemi con somiglianze percettivo-uditive. L'alfabeto è composto di due gruppi di fonemi: i fonemi sordi e i fonemi sonori, che risultano somiglianti tra loro, per cui anche in questo caso l'incertezza percettiva può rappresentare un ostacolo alla lettura. Le coppie di fonemi simili sono le seguenti:

| F       | V        |
| T       | D        |
| P       | B        |
| C       | G        |
| S sorda | S sonora |
- "Difficoltà di decodifica sequenziale"
Leggere nella lingua italiana richiede al lettore di procedere con lo sguardo in direzione sinistra-destra e dall'alto in basso; tale processo appare complesso per tutti gli individui nelle fasi iniziali di apprendimento della lettura ma, con l'affinarsi della tecnica, la difficoltà diminuisce gradualmente fino a scomparire. Nel soggetto dislessico, invece, talvolta ci troviamo di fronte a un ostacolo nella decodifica sequenziale, che può essere data da due fattori, spesso presenti contemporaneamente: i "saltelli" oculari[35] o la mancanza del concetto di orientamento (di sé, del grafema e della parola) nello spazio. Per cui si manifestano con elevata frequenza i seguenti errori:
  - Omissione di grafemi e di sillabe
Il soggetto omette la lettura di parti della parola; può tralasciare la decodifica di consonanti (ad esempio può leggere "fote" anziché "fonte"; oppure "capo" anziché "campo"...) o di vocali (può leggere, ad esempio, "fume" anziché "fiume"; "puma" anziché "piuma"...) e, spesso, anche di intere sillabe (può leggere "talo" anziché "tavolo"; "paro" anziché "papavero"...). In alcuni casi capita che questi soggetti leggano la prima parte della parola, mentre la seconda se la inventino o immaginino (vedi "Prevalenza della componente intuitiva", subito sotto).
  - Salti di parole e salti da un rigo all'altro
Il soggetto dislessico presenta evidenti difficoltà a procedere sul rigo e ad andare a capo, per cui sono frequenti anche "salti" di intere parole o di intere righe di lettura.
  - Inversioni di sillabe
Spesso la sequenza dei grafemi viene invertita provocando errori particolari di decodifica della sillaba (il soggetto può, ad esempio, leggere "li" al posto di "il"; "la" al posto di "al", "ni" al posto di "in"...) e della parola (può leggere, ad esempio, "talovo" al posto di "tavolo"...).
  - Aggiunte e ripetizioni
La difficoltà a procedere con lo sguardo nella direzione sinistra-destra può dare origine anche a errori di decodifica caratterizzati dall'aggiunta di un grafema o di una sillaba (ad esempio "tavovolo" al posto di "tavolo"...).
- Prevalenza della componente intuitiva
Il soggetto che presenta chiare difficoltà di lettura privilegia, indubbiamente, l'uso del processo intuitivo rispetto a quello di decodifica. L'intuizione della parola scritta rappresenta un valido strumento ma, al tempo stesso, è fonte di errori, definiti "di anticipazione". Non di rado, infatti, il soggetto esegue la decodifica della prima parte della parola, talvolta anche solo del primo grafema o della prima sillaba, e procede "intuendo/inventando" l'altra parte. La parola contenuta nel testo viene così a essere spesso trasformata in un'altra, il cui significato può essere affine ma anche completamente diverso.

### Possibili ripercussioni sulla scrittura
Difficoltà di copiatura dalla lavagna a causa della lenta o scorretta decodifica. Può inoltre essere causa di questo problema l'incapacità di decodificare la scrittura di un'altra persona, avendo già problemi con la propria. Molto spesso questo problema è correlato a uno scorretto orientamento del grafema rispetto al senso di lettura/scrittura (scrivere le lettere partendo dal basso o da destra, leggere dall'alto al basso e da destra a sinistra).

### Possibili ripercussioni sull'apprendimento logico-matematico
Il soggetto talvolta può presentare alcune difficoltà di decodifica del testo del problema e può presentare l'impedimento nella risoluzione di semplici problemi matematici che i non affetti di dislessia risolverebbero senza problema. Hanno quindi un apprendimento più lungo della norma. Possono presentarsi anche problemi di calcolo legati alla specularità del 2 e del 5 o del 6 e del 9.

### Dislessia e difficoltà semplici della lettura
La dislessia si riconosce per la presenza di caratteristiche, più o meno presenti, sopra descritte, che impediscono od ostacolano fortemente il processo di decodifica.
Le difficoltà semplici di lettura, invece, si riconoscono per la presenza di uno o di alcuni degli elementi di riconoscimento sopra descritti, ma gli ostacoli alla conquista di adeguate tecniche di lettura risultano superabili attraverso l'esercizio graduato, la proposta di attività coinvolgenti e stimolanti, la sollecitazione delle curiosità del soggetto, lo sviluppo di capacità di base talvolta non adeguatamente interiorizzate all'ingresso della scuola elementare.
Le difficoltà semplici di lettura sono dovute, quasi sempre, a un ritardo maturazionale, a lievi difficoltà percettivo-motorie, a un inadeguato bagaglio di esperienze, a scarso investimento motivazionale, ma anche a errori didattico-pedagogici che i docenti compiono sia nelle prime proposte didattiche relative all'approccio alla lingua scritta sia, successivamente, negli itinerari di recupero conseguenti all'accertamento delle difficoltà stesse.

## Segni e sintomi
Nella prima infanzia, i sintomi che comportano la formulazione di una diagnosi di dislessia comprendono un'insorgenza ritardata di parola, difficoltà nel distinguere la sinistra dalla destra, difficoltà con la direzione e la mancanza di consapevolezza fonologica, oltre alla facilità di essere distratti da un rumore di fondo. L'inversione delle lettere o delle parole e la scrittura specchio sono comportamenti che a volte si riscontrano nelle persone con dislessia, ma non sono considerati caratteristiche proprie del disturbo.
Il disturbo dislessico e la sindrome da deficit di attenzione e iperattività (ADHD), comunemente si verificano insieme: circa il 15% delle persone con dislessia presenta anche ADHD e il 35% coloro con ADHD hanno la dislessia.
I bambini in età scolare con dislessia possono mostrare segni di difficoltà nell'individuare o generare parole in rima o contare il numero di sillabe; entrambe le capacità dipendono dalla consapevolezza fonologica. Essi possono anche mostrare difficoltà nel segmentare le parole in singoli suoni o fondere suoni nella produzione di parole, indicando una ridotta consapevolezza fonemica. Anche la difficoltà nel nominare gli oggetti o ricercare la parola giusta è una caratteristica correlata con la dislessia Le persone con dislessia hanno frequentemente scarse capacità ortografiche, una caratteristica a volte chiamata disortografia e disgrafia.
I problemi persistono nell'adolescenza e nell'età adulta e possono accompagnarsi con difficoltà nel riassumere storie, nella memorizzazione, nella lettura ad alta voce o nell'apprendimento delle lingue straniere. Gli adulti con dislessia spesso sono in grado di leggere con una buona comprensione del testo, anche se tendono a farlo più lentamente di altri, senza tuttavia presentare una difficoltà di apprendimento e hanno prestazioni peggiori nei test di ortografia o durante la lettura di parole senza senso - una misura della consapevolezza fonologica.
Un mito comune circa la dislessia è che la sua caratteristica distintiva è nella lettura o nella scrittura di lettere o parole al contrario, ma questo è vero per molti bambini che imparano a leggere e scrivere.

### Idiomi
La complessità ortografica di una lingua è direttamente correlata a quanto sia difficile imparare a leggere tale linguaggio. L'inglese e francese possiedono relativamente "profonde" ortografie fonemiche all'interno del sistema alfabetico latino, con strutture complesse che impiegano modelli di ortografia su più livelli: corrispondenza lettera-suono, sillabe e morfemi. Lingue come lo spagnolo, l'italiano e il finlandese hanno ortografie soprattutto alfabetiche, che in primo luogo impiegano corrispondenza lettera-suono, le cosiddette ortografie poco profonde, che per i dislessici risultano più facili da imparare. I sistemi di scrittura a logogrammi, come ad esempio i caratteri cinesi, fanno un uso estensivo del simbolo e pongono molti problemi agli studenti dislessici.

### Condizioni correlate
La dislessia è spesso accompagnata da parecchie difficoltà di apprendimento, ma non è chiaro se esse condividono le sottostanti cause neurologiche. Queste correlate disabilità comprendono:
- Disgrafia. Un disturbo che si esprime principalmente attraverso le difficoltà con la scrittura, ma in alcuni casi con difficoltà associate alla coordinazione occhio-mano e o ai processi orientati a una sequenza, come legare nodi o svolgere compiti ripetitivi.[47] Nella dislessia, la disgrafia è spesso multifattoriale, a causa della ridotta automaticità del processo lettera-scrittura, delle difficoltà organizzative ed elaborative e la compromissione della formazione della parola visiva, che rende più difficile per recuperare l'immagine visiva delle parole necessarie per l'ortografia.[47]
- Sindrome da deficit di attenzione e iperattività (ADHD). Un significativo grado di comorbidità è stato segnalato tra i disturbi ADHD e la dislessia.[48][49] L'ADHD si verifica nel 12%-24% di tutte le persone con dislessia.[50]
- Disturbo dell'elaborazione uditiva. Una disabilità dell'ascolto che colpisce la capacità di elaborare le informazioni uditive.[51][52] Ciò può portare a problemi con la memoria uditiva e il sequenziamento uditivo. Molte persone con dislessia hanno problemi di elaborazione uditiva e possono sviluppare i propri spunti logografici per compensare questo tipo di deficit. Alcune ricerche indicano che le competenze di elaborazione uditiva potrebbero essere il deficit primario nella dislessia.[53][54]
- Disprassia. Una condizione neurologica caratterizzata da una marcata difficoltà nello svolgere compiti routinari che coinvolgono il controllo dell'equilibrio, del coordinamento cinestetica, nella difficoltà dell'uso dei suoni vocali, problemi di memoria a breve termine e nell'organizzazione.[55]

## Cause

Lobulo parietale inferiore (vista superiore). Alcuni dislessici mostrano una riduzione dell'attivazione elettrica in questo settore.

I ricercatori hanno cercato di scoprire le basi neurobiologiche della dislessia fin dall'identificazione della condizione, avvenuta nel 1881. Ad esempio, alcuni hanno cercato di correlare l'incapacità di vedere chiaramente le lettere, caratteristica comune tra i dislessici, allo sviluppo anormale delle loro cellule nervose visive.

### Neuroanatomia
Le moderne tecniche di neuroimaging come la risonanza magnetica funzionale (fMRI) e la tomografia a emissione di positroni (PET) hanno permesso di fornire una correlazione sia funzionale che strutturale nel cervello dei bambini con difficoltà di lettura. Alcuni dislessici mostrano un'inferiore attività elettrica in alcune parti l'emisfero sinistro del cervello, coinvolte con la lettura, come ad esempio la circonvoluzione frontale inferiore, il lobulo parietale inferiore e la corteccia temporale media e ventrale. Negli ultimi dieci anni, gli studi sull'attivazione cerebrale che utilizzano la PET hanno permesso di compiere notevoli passi avanti nella comprensione della base neurale del linguaggio. Sono state proposte le basi neurali per il lessico visivo e uditivo per le componenti di memoria verbale a breve termine. L'fMRI nei dislessici ha fornito dati importanti che indicano il ruolo interattivo del cervelletto e della corteccia cerebrale, così come altre strutture cerebrali.
La teoria cerebellare della dislessia propone che la compromissione del movimento muscolare, controllato dal cervelletto, influenza la formazione delle parole che hanno bisogno dei muscoli della lingua e facciali per essere formulate, causando i problemi di scioltezza che sono caratteristici di alcuni dislessici. Il cervelletto è coinvolto anche nella automazione di alcune attività, come la lettura. Il fatto che alcuni bambini dislessici hanno deficit nell'attività motoria e nell'equilibrio menomazioni è stato menzionato come prova per il ruolo del cervelletto nella loro difficoltà di lettura. Tuttavia, la teoria cerebellare non è supportata da studi controllati.

### Genetica
La ricerca di potenziali cause genetiche della dislessia ha le sue radici negli esami autoptici del cervello di persone affette. Le differenze anatomiche osservate nei centri linguistici di tali cervelli includono malformazioni corticali microscopiche conosciute come ectopie o, più raramente, malformazioni microvascolari e delle microcirconvoluzioni. Gli studi suggeriscono che uno sviluppo corticale anormale si verifichi prima o durante il sesto mese di sviluppo del cervello del feto. Sono state, inoltre, segnalate nei dislessici formazioni di cellule anormali nelle strutture cerebrali e sottocorticali non linguistiche. Diversi geni sono stati associati con dislessia, tra cui DCDC2 e KIAA0319 sul cromosoma 6, e DYX1C1 sul cromosoma 15.

## Tipologie di dislessia

### Dislessia fonologica
Dal punto di vista fonologico, la lettura può passare per diverse vie:
- "La via fonologica", che dalla percezione visiva passa per la conversione grafema-fonema e quindi per il buffer fonemico. È una via più lenta perché ogni fonema viene letto singolarmente.
- "La via lessicale non semantica", che dalla percezione visiva passa per il lessico ortografico di input e giunge al lessico fonologico di output e quindi al buffer fonemico. Si basa sulla lettura della parola intera basandosi sull'elaborazione parallela.
- "La via lessicale semantica", che va dalla percezione visiva al sistema semantico al buffer fonemico. Si utilizza in presenza di parole conosciute.

Nell'apprendimento della lettura il bambino attraversa vari stadi, corrispondenti all'acquisizione delle differenti vie:
- "Stadio logografico": il bambino elabora le proprietà salienti della parola;
- "Stadio alfabetico": si realizza l'associazione grafema-fonema, si leggono nuove parole;
- "Stadio ortografico": si comincia a eseguire elaborazioni in parallelo e a leggere la parola per intero, applicando regole fonologiche;
- "Stadio semantico": si attiva la via lessicale semantica, la lettura diviene molto più fluente.

A queste diverse vie si associano differenti disabilità nella lettura.
È possibile classificare la dislessia in:
- "Superficiale": sono compromesse le vie lessicali ma la lettura, seppur stentata, è possibile;
- "Fonologica": è compromessa la via fonologica perché manca una corretta associazione grafema/fonema, ma la via ortografica non è compromessa;
- "Profonda": la via semantica è compromessa e si effettuano delle parafasie semantiche.

Un'interpretazione clinica della dislessia viene da E. Boder, che distingue tra:
- "Dislessia diseidetica": è difficoltosa la rappresentazione della parola nelle sue variazioni, le parole nuove non sono comprensibili;
- "Dislessia disfonologica": il deficit è a livello delle mappe grafema-fonema.

Un'ulteriore classificazione neuropsicofisiologia, ideata da Bakker, propone di considerare le dislessie a seconda dell'emisfero danneggiato:
- "Tipo L" (emisfero destro): sono presenti deficit visuo-percettivi, la lettura è colma di errori perché manca una sufficiente mediazione delle aree preposte.
- "Tipo P" (emisfero sinistro): si utilizzano strategie percettive, la lettura seppur stentata è possibile;

### Dislessia visiva
L'apprendimento umano avviene per vie visive all'80% e comprende più di 300 vie neurologiche che ci permettono di guardare ed elaborare stimoli esterni, orientare noi stessi e gli altri, immaginare e manipolare la realtà. È sufficiente una piccola alterazione di una di queste vie a causare una dislessia più o meno grave.
Per la classificazione in base ai sintomi e alla sede della lesione http://www.neuropsy.it/deficit/dislessia/06.html

## Percorsi terapeutici
Ogni percorso terapeutico deve essere personalizzato in relazione: alle caratteristiche psicologiche del soggetto, agli ambiti di competenza, potenzialità e difficoltà riscontrati, ai tempi di attenzione, ai livelli motivazionali e di metacognizione individuati. Le linee guida prevedono due itinerari da portare avanti parallelamente:
- itinerario relativo alle competenze di base percettivo-motorie e meta-fonologiche
- itinerario specifico per la lettura

Il primo itinerario è finalizzato alla riduzione delle lacune riscontrate nelle capacità di base; il secondo itinerario ha invece lo scopo di promuovere la conquista di capacità di lettura più adeguate. È importante quindi che i due itinerari siano proposti parallelamente e con gradualità, per evitare di rimandare nel tempo la conquista di quelle capacità di lettura che possono gratificare il bambino. Quest'ultimo dovrà essere informato circa il lavoro da svolgere, anzi, egli stesso dovrà conoscere gli obiettivi che, di volta in volta, dovranno essere raggiunti; in questo modo gli sarà possibile essere protagonista e, al tempo stesso, "osservatore" dei propri processi di apprendimento.

### Consulenza alla famiglia
Il lavoro con la famiglia deve integrare il percorso individuale del soggetto dislessico. Gli incontri con la famiglia sono un momento fondamentale nel lavoro con il bambino che presenta difficoltà di apprendimento; attraverso queste sedute si cerca di sostenere sia i genitori sia i figli nel cammino verso la piena comprensione del problema, verso la ricerca condivisa di modalità idonee per affrontarlo, evitando che il problema stesso giunga a pervadere ogni ambito della vita del bambino e crei disagi insormontabili nella sfera affettiva e relazionale. Nelle situazioni di disturbo specifico è in ogni caso importante che questo tipo d'intervento affianchi, ma non sostituisca, il lavoro individuale e personalizzato con il bambino, che deve essere portato avanti da personale preparato e in grado di stabilire adeguati raccordi con la scuola.

## Ergonomia del testo

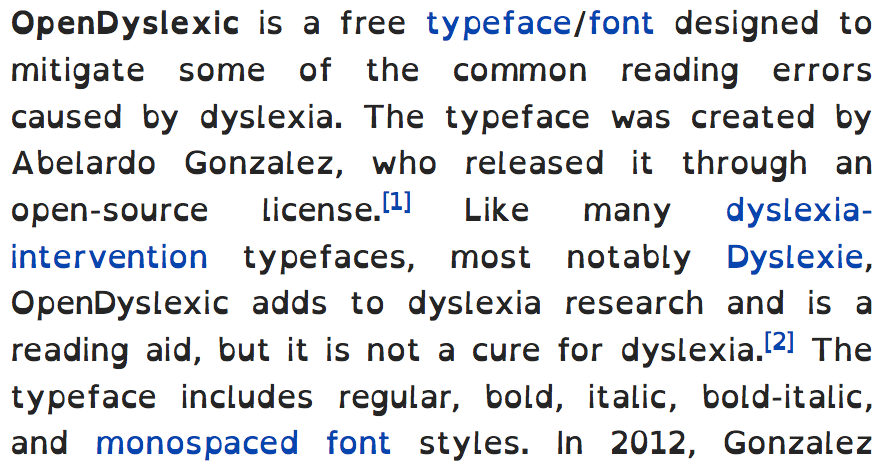
Un esempio di testo scritto mediante OpenDyslexic, una famiglia di caratteri tipografici progettata per mitigare alcuni degli errori di lettura comuni causati dalla dislessia e migliorare la leggibilità dei testi.

I problemi di dislessia impongono di pensare all'ergonomia del testo scritto. Alcune linee guida possono essere d'aiuto per rendere più agevole la lettura, pur senza risolvere il problema.
- Font tipografico tendenzialmente senza grazie, in quanto rendono il testo graficamente più pesante. È importante che, però, siano differenziate almeno la "l" maiuscola e la "l" minuscola. Un carattere senza grazie (ossia senza le sporgenze alle estremità delle aste verticali), come quello in cui è scritto questo testo, è bene usarlo per testi brevi, con una spaziatura del 5-6% tra le lettere, perché nel caso di lettere come le “o” e la “g”, lo scuro del carattere (verticale) risulta più vicino alle lettere che precedono e che succedono facendo perdere l'unità della lettera. Un altro problema che già danno i caratteri di larghezza media (meno evidente con quelli più stretti) è che nelle lettere aperte, come la "n", "m", "u" e "v", il "bianco" entra nell'area del carattere, disturbando la lettura. È per questo motivo che i libri sono impaginati con caratteri con le grazie, che stancano meno la lettura, nonostante siano meno sintetici, e nel caso di difficoltà di decodifica visiva sono meno indicati nella fase iniziale. Un'altra possibilità che può aiutare approcci difficoltosi è di usare il maiuscoletto al posto delle lettere minuscole, sempre distanziando un poco le lettere tra loro;
- È sconsigliato il frazionamento delle parole andando a capo. È importante che la riga contenga un massimo di settanta battute. Le battute giuste (da cui il termine giustezza della riga) dovrebbero essere circa sessanta (o 2,5 volte il numero delle lettere dell'alfabeto), in modo che l'occhio sia facilitato a tornare indietro e il ritmo della respirazione possa accompagnare la lettura;
- Giustificazione solo a sinistra (sbandierato a destra) per tre ragioni principali:
  - equispaziatura delle parole e delle lettere che rende la lettura più lineare e codificabile
  - la sbandieratura a destra permette di avere una forma particolare dell'insieme della pagina che aiuta a evitare la perdita del segno
  - elimina la frazionatura delle parole andando a capo
- Ampia interlinea.

## Dislessia e disagio psicologico
È frequente che le difficoltà specifiche di apprendimento non vengano individuate precocemente e che il bambino sia costretto a vivere una serie di insuccessi a catena senza che se ne riesca a comprendere il motivo. Quasi sempre, i risultati insoddisfacenti in ambito scolastico vengono attribuiti allo scarso impegno, al disinteresse verso le varie attività, alla distrazione. Questi alunni, oltre a sostenere il peso della propria incapacità, se ne sentono anche responsabili e colpevoli. L'insuccesso prolungato genera scarsa autostima; dalla mancanza di fiducia nelle proprie possibilità scaturisce un disagio psicologico che, nel tempo, può strutturarsi e dare origine a un'elevata demotivazione all'apprendimento e a manifestazioni emotivo-affettive particolari quali la forte inibizione, l'aggressività, gli atteggiamenti istrionici di disturbo alla classe e, in alcuni casi, la depressione.
Il soggetto con disturbo di apprendimento vive quindi il proprio problema a tutto tondo e ne rimane imprigionato fino a che non viene elaborata una diagnosi accurata che permette di fare chiarezza.

### Possibili sensazioni e comportamenti della persona dislessica
Provando a mettersi nei panni di un bambino o di un ragazzo con disturbo di apprendimento si possono immaginare le esperienze e gli stati d'animo:
- Egli si trova a far parte di un contesto (la scuola) nel quale vengono proposte attività preselezionate e penalizzanti che non permettono di adattarsi al metodo di apprendimento e agli argomenti, stroncando le potenzialità e acuendo il disagio;
- Osserva però che la maggior parte dei compagni si inserisce con serenità nelle attività proposte e ottiene buoni risultati;
- Sente su di sé continue sollecitazioni da parte degli adulti ("stai più attento!", "impegnati di più!", "hai bisogno di esercitarti molto"…);
- Si percepisce come incapace e incompetente rispetto ai coetanei;
- Comincia a maturare un forte senso di colpa sentendosi responsabile delle proprie difficoltà, o covare un senso di rabbia che può sfociare in episodi violenti;
- Ritiene che nessuno sia soddisfatto di lui, né gli insegnanti né i genitori;
- Ritiene di non essere all'altezza dei compagni e che questi non lo considerino membro del loro gruppo a meno che non vengano messi in atto comportamenti particolari (ad esempio quello di fare il buffone di classe);
- Per non percepire il proprio disagio, mette in atto meccanismi di difesa che non fanno che aumentare il senso di colpa/o il senso di frustrazione e rabbia, come il forte disimpegno ("Non leggo perché non ne ho voglia!", "Non faccio il compito perché non mi interessa"…) o l'attacco (aggressività);
- Talvolta il disagio è così elevato da annientare il soggetto ponendolo in una condizione emotiva di forte inibizione e chiusura.

### Possibili atteggiamenti dei familiari del soggetto dislessico
Per la maggior parte dei genitori la scuola è importante, è al primo posto nella vita dei bambini e dei ragazzi, tutto il resto viene dopo e, se la scuola va male, ne sono insoddisfatti e chiedono al/alla figlio/a un maggiore impegno. Non di rado si sente dire ai genitori rispetto alla difficoltà del figlio: "Non me lo aspettavo… mi è sempre sembrato un bambino intelligente…".
L'ingresso nella scuola elementare ha, in questi casi, fatto emergere un problema; il bambino non apprende come gli altri, gli altri sanno già leggere e scrivere, "lui invece"… Comincia così la storia del bambino-scolaro, una storia che, in certi casi, ha risvolti davvero drammatici, non si riesce a comprendere tutta quella serie di "perché" che permetterebbero di intraprendere percorsi adeguati ed efficaci e si cercano soluzioni spesso dannose, anche se decise in buona fede. Ecco allora che si sottopongono i figli a estenuanti esercizi di recupero pomeridiano, si elargiscono punizioni (niente più sport, niente più videogiochi…), e talvolta si arriva anche a far cambiare scuola al figlio.
Nonostante si parli molto di questi problemi, c'è ancora scarsa conoscenza e non sempre la diagnosi giunge in tempi accettabili, cosicché sia il bambino sia la famiglia tutta vivono esperienze frustranti, generatrici di ansia e di un clima affettivo non certamente favorevole.

### Possibili conseguenze in età adulta
Il bambino dislessico, una volta diventato adulto può condurre una vita normale grazie a un sistema legislativo che tutela tutti i cittadini. In diversi ambiti, la legge italiana ha predisposto delle norme per favorire l'inclusione di persone dislessiche nel mondo del lavoro o per non penalizzarli, anche se non sempre le persone sono a conoscenza delle suddette norme e del percorso per applicarle (un esempio è per la patente di guida).

## Prognosi
I bambini dislessici richiedono un'istruzione speciale per l'analisi della parola e per l'ortografia, fin dalla più tenera età. Tuttavia, vi sono caratteri che possono aiutare i dislessici a capire meglio la scrittura. La prognosi, in generale, è positiva per gli individui a cui la condizione viene identificata durante l'infanzia e ricevono il supporto da amici e familiari.

## Recenti ricerche
Secondo quanto riportato dal notiziario on line delle Scienze, ricercatori della Scuola di Medicina dell'Università di Yale hanno identificato un gene nel cromosoma umano 6, chiamato DCDC2, le cui alterazioni sarebbero associate alla dislessia. Secondo questi studiosi una mutazione genetica di DCDC2 condurrebbe a un difetto nella formazione dei circuiti cerebrali preposti alla lettura. L'alterazione genetica sarebbe ereditaria.
Il principale autore della ricerca, Jeffrey R.Gruen, ritiene che questi risultati, se confermati, potrebbero portare a una migliore diagnostica per identificare la dislessia e potrebbero portare a una migliore comprensione del funzionamento a livello molecolare della lettura. Lo studio è stato pubblicato sulla rivista Proceedings of the National Academy of Sciences. La ricerca si basa su un campionamento statistico effettuato su 153 famiglie dislessiche. Le prove statistiche dimostrerebbero che circa il 20% dei casi di dislessia è dovuto all'alterazione nel gene DCDC2. L'alterazione genetica su questo cromosoma corrisponde alla cancellazione di una regione regolatrice. Lo stesso gene è responsabile, nei centri della lettura del cervello, della modulazione della migrazione di neuroni. Questa architettura cerebrale è necessaria per leggere normalmente.